# Joseph Richard Slevin
Joseph Richard Slevin, né le 13 septembre 1881 à San Francisco en Californie et mort le 17 février 1957 dans la même ville, est un herpétologiste américain, conservateur à l'Académie des sciences de Californie, dont il a été membre pendant plus de 50 ans. Il a collecté des spécimens de reptiles et d'amphibiens dans plusieurs pays, notamment aux îles Galápagos lors d'une expédition scientifique en 1905-1906, et a contribué à la reconstitution de la collection herpétologique de l'Académie après sa destruction lors du tremblement de terre de 1906 à San Francisco. Son nom est attribué à plus d'une douzaine d'espèces ou sous-espèces d'animaux et de plantes.

## Biographie

### Formation
Son père, Thomas E. Slevin, est ornithologue amateur et membre de l'Académie des sciences de Californie. Slevin est élève du St. Ignatius College à San Francisco puis étudie les langues classiques à Saint Mary's College au Kansas. Il s'enrôle dans la marine américaine ; il la quitte en 1904, après avoir effectué environ 20 voyages avec l'Oceanic Steamship Company, une compagnie maritime qui opérait entre San Francisco, Hawaï et l'Australie.

### Expédition aux Galápagos

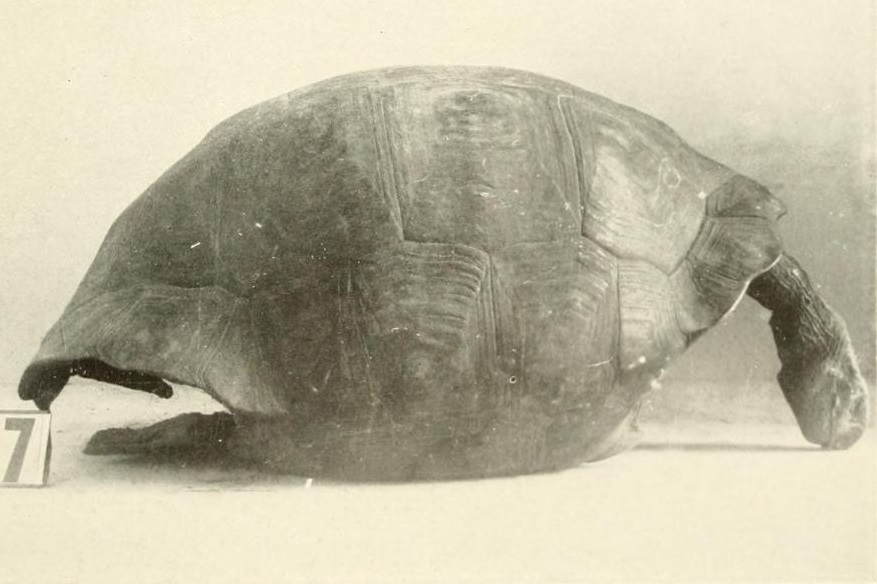
Un spécimen de tortue des Galápagos (Chelonoidis nigra vicina) recueilli par Slevin sur l'île Isabela en 1906

En 1904, Slevin est embauché par l'Académie des sciences de Californie à San Francisco, où il est formé par John Van Denburgh. En juin 1905, l'Académie organise une expédition scientifique de 17 mois aux îles Galápagos et dans plusieurs îles du Pacifique avec une équipe de huit scientifiques dirigé par Rollo Beck ; Slevin est chargé de l'étude des reptiles. Le but du voyage était d'étudier la géologie des îles ainsi que de collecter des plantes, mollusques, insectes, oiseaux, mammifères et reptiles, et, comme l'écrivait Van Denburgh, de « ne ménager aucun effort pour obtenir des spécimens ou des restes de ces races de gigantesques tortues terrestres que l'on croyait éteintes depuis longtemps. ». L'expédition explore brièvement les îles au large de la Péninsule de Basse-Californie ainsi que les îles de San Benedicto, Socorro, Clipperton et Cocos avant d'arriver à Española dans les Galápagos le 24 septembre 1905. Au cours de l'année suivante, l'expédition découvre des tortues vivantes sur presque toutes les îles où elles avaient été précédemment signalées, ainsi que des tortues vivantes ou leurs restes pour la première fois sur trois îles (Fernandina, Rábida et Santa Fe),. Slevin, avec l'aide de son adjoint Ernest Samuel King âgé de 18 ans, prend des notes détaillées sur la biologie des animaux qu'il a collectés. Les biologistes Thomas et Patricia Fritts, qui ont par la suite édité et publié les notes de terrain de Slevin, écrivent que bien qu'il fût « d'abord et avant tout un collectionneur de reptiles, il était aussi un naturaliste consciencieux qui enregistrait des observations d'une manière inhabituelle à l'époque. ».
Pendant que se déroule l'expédition, l'Académie des sciences de Californie est presque entièrement détruite par le tremblement de terre de 1906 à San Francisco et les incendies qui ont suivi ; sa collection de reptiles et d'amphibiens est réduite de plus de 8 000 spécimens à seulement 13. Après une année complète d'exploration des îles, l'expédition quitte l'archipel le 25 septembre 1906 et rentre à San Francisco le 29 novembre de la même année. Slevin, King et d'autres avaient collecté plus de 4 500 reptiles - dont près de 4 000 pour les seuls Galápagos - que Van Denburgh appelait « de loin les plus grandes et les plus importantes collections jamais rassemblées sur ces îles ».
En sus de ses observations sur le terrain, Slevin a publié en 1931 le journal de bord de la goélette Academy qui a transporté l'expédition, journal qui garde une valeur historique pour les études sur les Galápagos.
Slevin retournera aux îles Galápagos pour de nouvelles collectes en 1928–1929.

### Autres travaux scientifiques
Slevin a également collecté des spécimens dans l'ouest des États-Unis et au Mexique ainsi qu'en Amérique centrale et en Australie. Selon le biologiste Vasco M. Tanner, Slevin a contribué à la collecte et à la préservation de plus de 75 000 spécimens conservés à l'Académie au moment de sa mort.
Lors de la Première Guerre mondiale, Slevin sert comme commandant de sous-marin. En 1928, il succède à Van Denbourgh comme conservateur des collections d'herpétologie de l'Académie. Lors de la Seconde Guerre mondiale, il tente de se faire enrôler, mais se voit opposer un refus en raison de son âge et travaille sous contrat pour la marine à l'Académie.
Il publie 58 textes scientifiques, dont 12 co-écrits avec Van Denburgh et est élu membre honoraire de l'Académie en 1954.

## Taxons éponymes
Le nom de Slevin a été donné à 12 espèces ou sous-espèces de serpents et de lézards ainsi qu'à la souris de Slevin (Peromyscus slevini) et à plusieurs espèces de plantes.
Liste des taxons (espèces et sous-espèces) nommés d'après Slevin :

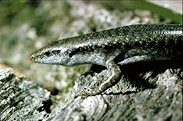
Scinque de Slevin (Emoia slevini)

| Taxon                          | Auteur                                            | Année | Nom actuel / synonyme            | Espèce ou sous-espèce                  |
| ------------------------------ | ------------------------------------------------- | ----- | -------------------------------- | -------------------------------------- |
| Antillophis slevini            | John Van Denburgh                                 | 1912  | Pseudalsophis slevini            | serpent                                |
| Sauromalus slevini             | John Van Denburgh                                 | 1922  |                                  | saurien                                |
| Petrosaurus slevini            | John Van Denburgh                                 | 1922  |                                  | saurien                                |
| Bulimulus slevini              | G Dallas Hanna                                    | 1923  |                                  | escargot terrestre                     |
| Neomammillaria slevinii        | Nathaniel Lord Britton et Joseph Nelson Rose      | 1923  | Mammillaria albicans             | cactus                                 |
| Hesperolpium slevini           | Joseph Conrad Chamberlin                          | 1923  | Olpium slevini                   | pseudoscorpion                         |
| Agave sleviniana               | Ivan Murray Johnston                              | 1924  | Agave sobria                     | agave                                  |
| Megachile slevini              | Theodore Dru Alison Cockerell                     | 1924  |                                  | abeille                                |
| Peromyscus slevini             | Joseph Mailliard                                  | 1924  |                                  | souris                                 |
| Trachypachus slevini           | Van Dyke                                          | 1925  |                                  | coléoptère terrestre                   |
| Leptotyphlops humilis slevini  | Laurence Monroe Klauber                           | 1931  | Rena humilis                     | serpent                                |
| Dryadophis melanolomus slevini | Laurence Cooper Stuart                            | 1933  | Mastigodryas melanolomus slevini | serpent                                |
| Amphisbaena slevini            | Karl Patterson Schmidt                            | 1936  |                                  | amphisbène                             |
| Sceloporus slevini             | Hobart Muir Smith                                 | 1936  |                                  | saurien                                |
| Trimetopon slevini             | Emmett Reid Dunn                                  | 1940  |                                  | serpent                                |
| Lygosoma slevini               | Arthur Loveridge                                  | 1941  | Nannoscincus slevini             | saurien de la famille des Scincidae    |
| Hypsiglena slevini             | Wilmer Webster Tanner                             | 1943  |                                  | serpent                                |
| Coleonyx variegatus slevini    | Laurence Monroe Klauber                           | 1945  | Coleonyx variegatus              | gecko                                  |
| Alastoroides slevini           | Richard M. Bohart                                 | 1948  | Hypalastoroides slevini          | guêpe maçonne                          |
| Cyclorana slevini              | Arthur Loveridge                                  | 1950  | Dryopsophus platycephalus        | amphibien                              |
| Masticophis slevini            | Charles Herbert Lowe et Kenneth Stafford Norris   | 1955  | Coluber slevini                  | serpent endémique de l'île San Esteban |
| Stenodactylus slevini          | Georg Haas                                        | 1957  |                                  | gecko                                  |
| Emoia slevini                  | Walter Creighton Brown et Marjorie V. C. Falanruw | 1972  |                                  | saurien de la famille des Scincidae    |